# 영국인명사전
영국인명사전(Dictionary of National Biography; DNB)은 1885년에 발행된 영국 역사에서 유명한 인물록이다. 업데이트의 옥스포드 영국 인명 사전(Oxford Dictionary of National Biography; ODNB)이 2004년 9월 23일에 60권으로 간행되어 현재는 온라인으로 볼 수 있다.

## 초판 편찬
1882년, Smith, Elder & Co.의 발행인, 조지 스미스는 세계 역사상 유명 인사에 대한 전기적인 기사를 포함한 백과사전의 제작을 기획했다. 이것은 〈Allgemeine Deutsche Biographie〉(1875년) 등 유럽 국가에서 발행된 자국의 인물을 다루는 전기집에 촉발된 것이다. 스미스는 당시 자사가 발행하던 잡지 〈콘힐 매거진〉(Cornhill Magazine)의 편집자, 레슬리 스티븐에게 기획을 제의하고 편찬에 참여해 달라고 요청했다. 스티븐은 사전 내용에 대해 영국과 그 식민지, 전 식민지에만 초점을 맞춰야 한다고 스미스를 설득했다. 당초 책 제목은 《바이오그라피아 브리태니커》(Biographia Britannica)였으며, 이것은 18세기 초에 쓰여진 다른 사전의 제목을 인용한 것이다.
영국인명사전(Dictionary of National Biography)의 제1권은 1885년 1월 1일에 발행되었다. 1891년 5월, 스티븐은 편집자를 사임했고 대신 계획 초기부터 스티븐의 아래에서 부편집자로 일했던 시드니 리가 편집자를 이어갔다. 스티븐과 시드니 리 이전에서 편집조수와 조사팀이 노력했지만, 이 팀은 베테랑 저널리스트에서 영국 대학원 역사 연구가 시작된 직후였다. 당시에, 사전 편찬으로 학술 연구의 길을 걷는 젊은 학자까지 다양한 재능을 가진 인재들이 모인 집단이었다. 이 시대, 사전의 대부분은 내부에서 집필되었지만, 영국인명사전은 외부 편집자를 활용했고, 그 중에는 명망 높은 작가와 학자들도 포함되어 있었다. 1900년까지 700 명 이상의 편집자가 사전 편찬에 참여했다. 증보판은 1900년 여름까지 꼼꼼하게 연4회 계간으로 발행되었고, 최종적으로는 63권을 편찬하였으며 수록된 인원수가 29,120여 명에 이르렀다. 또한 발행 연도와 편집책임자, 각 권에 수록된 인명에 대해서는 후술한다.

## 증보판, 개정판
거론되는 인물이 고인에 한정되어 있었기 때문에, 발행 후 바로 3권의 증보편이 나왔다. 1885년부터 1900년까지 사망한 사람과 초판 ABC 순서 배열에서 간과되었던 인물이 추가로 수록되었다. 증보편에서는 1901년 1월 22일에 사망한 빅토리아 여왕까지 망라하게 되었다. 또한 동시에 문장의 정정도 이루어졌다.

## 요약판
사전을 실행한 후 ‘요약판 영국인명사전’(The Concise Dictionary of National Biography)로 몇 판이 발행되었다. 요약편에서는 개개인의 주요 업적은 모두 망라되어 있지만, 글은 매우 짧게 개정되어 겨우 2줄의 설명 밖에 없는 사람도 있다. 마지막 축약판은 1986년까지 사망한 인물을 망라하여 3권으로 발행되었다.

## 옥스포드 영국인명사전
1990년대 초 옥스포드 대학 출판부는 ‘영국인명사전’을 조사하기로 결정했다. 1992년에는 옥스퍼드 대학의 현대사 교수 콜린 매튜가 주도하여 ‘새 영국인명사전’(New Dictionary of National Biography; New DNB)의 편찬이 시작되었다.

## 목록
| 권                         | 날짜 | 시작(영국 왕) | 끝(영국 왕) | 참고                            |
| -------------------------- | ---- | ------------- | ----------- | ------------------------------- |
| Index and Epitome          | 1903 |               |             | 각 엔트리별 요약이 된 인덱스    |
| Volume 1                   | 1885 | Abbadie       | Anne        |                                 |
| Volume 2                   | 1885 | Anneslya      | Baird       |                                 |
| Volume 3                   | 1885 | Baker         | Beadon      |                                 |
| Volume 4                   | 1885 | Beal          | Biber       |                                 |
| Volume 5                   | 1886 | Bicheno       | Bottisham   |                                 |
| Volume 6                   | 1886 | Bottomley     | Browell     |                                 |
| Volume 7                   | 1886 | Brown         | Burthogge   |                                 |
| Volume 8                   | 1886 | Burton        | Cantwell    |                                 |
| Volume 9                   | 1887 | Canute        | Chaloner    |                                 |
| Volume 10                  | 1887 | Chamber       | Clarkson    |                                 |
| Volume 11                  | 1887 | Clater        | Condell     |                                 |
| Volume 12                  | 1887 | Conder        | Craigie     |                                 |
| Volume 13                  | 1888 | Craik         | Damer       |                                 |
| Volume 14                  | 1888 | Damon         | D'Eyncourt  |                                 |
| Volume 15                  | 1888 | Diamond       | Drake       |                                 |
| Volume 16                  | 1888 | Drant         | Edridge     |                                 |
| Volume 17                  | 1889 | Edward        | Erskine     |                                 |
| Volume 18                  | 1889 | Esdaile       | Finan       |                                 |
| Volume 19                  | 1889 | Finch         | Forman      |                                 |
| Volume 20                  | 1889 | Forest        | Garner      |                                 |
| Volume 21                  | 1890 | Garnett       | Gloucester  |                                 |
| Volume 22                  | 1890 | Glover        | Gravet      |                                 |
| Volume 23                  | 1890 | Gray          | Haighton    |                                 |
| Volume 24                  | 1890 | Hailes        | Harriott    | Volume 25로 잘못 표시됨         |
| Volume 25                  | 1891 | Harris        | Henry I     |                                 |
| Volume 26                  | 1891 | Henry II      | Hindley     |                                 |
| Volume 27                  | 1891 | Hindmarsh     | Hovenden    |                                 |
| Volume 28                  | 1891 | Howard        | Inglethorp  |                                 |
| Volume 29                  | 1892 | Inglis        | John        | p. 279에서 잘림, at Jeffreys G. |
| Volume 30                  | 1892 | Johnes        | Kenneth     |                                 |
| Volume 31                  | 1892 | Kennett       | Lambart     |                                 |
| Volume 32                  | 1892 | Lambre        | Leigh       |                                 |
| Volume 33                  | 1893 | Leighton      | Lluelyn     |                                 |
| Volume 34                  | 1893 | Llwyd         | MacCartney  |                                 |
| Volume 35                  | 1893 | MacCarwell    | Maltby      |                                 |
| Volume 36                  | 1893 | Malthus       | Mason       |                                 |
| Volume 37                  | 1894 | Masquerier    | Millyng     |                                 |
| Volume 38                  | 1894 | Milman        | More        |                                 |
| Volume 39                  | 1894 | Morehead      | Myles       |                                 |
| Volume 40                  | 1894 | Myllar        | Nichols     |                                 |
| Volume 41                  | 1895 | Nichols       | O'Dugan     |                                 |
| Volume 42                  | 1895 | O'Duinn       | Owen        |                                 |
| Volume 43                  | 1895 | Owens         | Passelewe   |                                 |
| Volume 44                  | 1895 | Paston        | Percy       |                                 |
| Volume 45                  | 1896 | Pereira       | Pochrich    |                                 |
| Volume 46                  | 1896 | Pockock       | Puckering   |                                 |
| Volume 47                  | 1896 | Puckle        | Reidfurd    |                                 |
| Volume 48                  | 1896 | Reily         | Robins      |                                 |
| Volume 49                  | 1897 | Robinson      | Russell     |                                 |
| Volume 50                  | 1897 | Russen        | Scobell     |                                 |
| Volume 51                  | 1897 | Scoffin       | Sheares     |                                 |
| Volume 52                  | 1897 | Shearman      | Smirke      |                                 |
| Volume 53                  | 1898 | Smith         | Stanger     |                                 |
| Volume 54                  | 1898 | Stanhope      | Stovin      |                                 |
| Volume 55                  | 1898 | Stow          | Taylor      |                                 |
| Volume 56                  | 1898 | Teach         | Tollet      |                                 |
| Volume 57                  | 1899 | Tom           | Tytler      |                                 |
| Volume 58                  | 1899 | Ubaldini      | Wakefield   |                                 |
| Volume 59                  | 1899 | Wakeman       | Watkins     |                                 |
| Volume 60                  | 1899 | Watson        | Whewell     |                                 |
| Volume 61                  | 1900 | Whichcord     | Williams    |                                 |
| Volume 62                  | 1900 | Williamson    | Worden      |                                 |
| Volume 63                  | 1900 | Wordsworth    | Zuylestein  |                                 |
| 제1판의 보충 권            |      |               |             |                                 |
| Supplement Volume 1        | 1901 | Abbott        | Childers    |                                 |
| Supplement Volume 2        | 1901 | Chippendale   | Hoste       |                                 |
| Supplement Volume 3        | 1901 | How           | Woodward    |                                 |
| Errata                     | 1904 |               |             |                                 |
| 제1판의 두번째 보충 권     |      |               |             |                                 |
| Second supplement Volume 1 | 1912 | Abbey         | Eyre        |                                 |
| Second supplement Volume 2 | 1912 | Faed          | Muybridge   |                                 |
| Second supplement Volume 3 | 1912 |               |             |                                 |